# Ráduly Margit
Ráduly Margit (Szeged, 1946. augusztus 8. – 2019. október 13.) magyar újságíró, szerkesztő, műsorvezető.

## Életútja
1968-ban a Debreceni Felsőfokú Tanítőképző Intézetben szerzett népművelés-könyvtár szakon diplomát. 1979-ben elvégezte a MÚOSZ Újságíró Iskolájának művelődéspolitikai szakját.
1968 és 1971 között a füzesabonyi Járási Művelődési Ház, 1971 és 1973 között a Heves megyei Művelődési Központ művészeti előadója volt. 1973 és 1977 között a Budapesti Műszaki Egyetem, Közművelődési Titkárságon dolgozott művészeti főelőadóként. 1977 és 1985 között a Hírlapkiadó Vállalatnál, 1985 és 1988 között a Lapkiadó Vállalatnál tevékenykedett újságíróként. 1988 és 2002 között a Magyar Televízió szerkesztője, főszerkesztője, majd stúdióvezetője volt. Többek között olyan műsorok készítésében működött közre, mint az Ablak, a Napzárta vagy a Kincsestár. 2002–03-ban a Környezetvédelmi és Vízügyi Minisztérium kommunikációs főosztályvezetője, 2003–04-ben az Esélyegyenlőségi Kormányhivatal sajtóirodájának a vezetője volt. Utolsó munkahelye a Rádió Bézs volt, ahol szerkesztőkényt és műsorvezetőként dolgozott.

## Televíziós munkái
- Ablak, közéleti magazin (szerkesztő)
- Matiné, szórakoztató magazin (szerkesztő)
- Hétvége, közéleti magazin (szerkesztő)
- Napzárta, politikai magazin (vezető szerkesztő)
- TV2 Klub, szórakoztató magazin (főszerkesztő)
- Mennyi az annyi?, gazdaságpolitikai show (főszerkesztő)
- Rondó), kisebbségi magazin (főszerkesztő)
- Tranzit, közép-európai magazin (vezető szerkesztő)
- Körző, közép-európai, kulturális magazin (szerkesztő, rendező)
- Kincsestár, napi, kulturális magazin (főszerkesztő)
- Csak ma!, délelőtti, kulturális, szolgáltató magazin (főszerkesztő)